# Xã Dodge, Quận Dubuque, Iowa
Xã Dodge (tiếng Anh: Dodge Township) là một xã thuộc quận Dubuque, tiểu bang Iowa, Hoa Kỳ. Năm 2010, dân số của xã này là 1.266 người.